# スコット・デービス
スコット・デービス（Scott Davis, 1962年8月27日 - ）は、アメリカ・カリフォルニア州出身の男子プロテニス選手。1991年全豪オープン男子ダブルスでデビッド・ペイトとペアを組んで優勝した選手である。ATPツアーでシングルス3勝、ダブルス22勝を挙げた。

## 来歴
4大大会のシングルスでは1984年全豪オープンのベスト8が最高成績である。ノーシードから勝ち上がり4回戦で第12シードのブラッド・ギルバートを 6-3, 7-5, 3-6, 6-4 で破った。準々決勝では第9シードのケビン・カレンに 5-7, 2-6, 3-6 で敗れた。
ATPツアーでシングルス3勝を挙げている。その中には1985年のジャパン・オープンで
ジミー・アリアスを 6-1, 7-6 で破った優勝もある。1983年のセイコー・スーパー・テニスでは決勝でイワン・レンドルに敗れた準優勝もあった。
1990年代からはダブルスを中心に活動した。1991年全豪オープンの男子ダブルスと混合ダブルスで決勝に進出した。デビッド・ペイトとペアを組んだ男子ダブルスはパトリック・マッケンロー＆デビッド・ウィートン組を 6-7, 7-6, 6-3, 7-5 で破り優勝した。ロビン・ホワイトと組んだ混合ダブルスはジェレミー・ベイツ＆ジョー・デュリー組に 6-2, 4-6, 4-6 で敗れ準優勝となった。ペイトとのペアで1991年全米オープン男子ダブルスでも決勝に進出した。決勝でジョン・フィッツジェラルド＆アンダース・ヤリード組に 3-6, 6-3, 3-6, 3-6 で敗れ準優勝となった。
デービスは1999年に現役を引退した。